# Mladotice (nádraží)
Mladotice jsou železniční stanice v obci Mladotice v okrese Plzeň-sever v Plzeňském kraji, nedaleko Mladotického potoka. Leží na neelektrizovaných jednokolejných tratích Plzeň–Žatec a Rakovník–Mladotice. V obci se dále nachází železniční zastávka Mladotice zastávka. Zastávka leží v tarifní zóně 023 Integrované dopravy Plzeňského kraje a je obsluhována osobními vlaky linky P5 Plzeň – Plasy – Žihle.

## Historie
Stanice byla otevřena 8. srpna 1873 při zahájení provozu trati společnosti Plzeňsko-březenská dráha (k.k. privilegierte Eisenbahn Pilsen–Priesen(–Komotau), zkráceně EPPK) v úseku z Plas přes Žabokliky do stanice Březno u Chomutova, čímž bylo dokončeno celistvé dopravní spojení s Plzní. Budova vznikla dle typizovaného stavebního vzoru. Novější a větší nádražní budovu zde přistavěla společnost Místní dráha Rakovník-Mladotice po zprovoznění své tratě 9. července 1899 z Rakovníka, dopravu zajišťovala státní společnost Císařsko-královské státní dráhy (kkStB).
Po zestátnění společnosti (EPPK) 1. července 1884 v Rakousku-Uhersku pak obsluhovaly stanici pouze Císařsko-královské státní dráhy, po zestátnění rakovnické trati roku 1925 pak správu přebraly Československé státní dráhy. 
Od 1. ledna 1997 je provoz mezi Mladoticemi a Kralovicemi nahrazen autobusovou dopravou, od roku 2012 byl uznáván tarif ČD v úseku Kralovice–Mladotice autobusové linky 460790, víkendová autobusová linka 460805 byla v knižním železničním jízdním řádu rovněž doporučena jako náhrada, ovšem bez zmínky o tarifu. Od JŘ pro rok 2014 byla traťová tabulka 162 zkrácena a o náhradní dopravě není zmínka.

## Popis
Nachází se zde tři jednostranná nekrytá nástupiště, k příchodu na nástupiště slouží přechody přes koleje. 

## Dopravní návaznosti
V blízkosti nádraží se nachází autobusová zastávka Mladotice, žel. st., obsluhovaná pouze v sobotu a neděli jedním směrem (linkou PID č. 404 směrem na Rakovník a Prahu 3 spoji se 4 hodinovým intervalem), a při hlavní silnici v obci autobusová zastávka Mladotice obsluhovaná celotýdenně oběma směry. Zatímco linka 404 je v celé délce zařazena i do Pražské integrované dopravy (Mladotice v pásmu 10), železniční stanice Mladotice do PID zařazena není. 